# На отшибе
«На отшибе» (англ. On the Outs) — драматический фильм 2004 года режиссёров Лори Сильвербуш и Майкла Скольника.

## Сюжет
Хроника охватывает несколько недель из жизни трёх девушек из Джерси-Сити — семнадцатилетней наркоторговки, наркоманки с ребёнком и беременного подростка.

## В ролях
| Актёр         | Роль            |
| ------------- | --------------- |
| Энни Мариано  | Сюзетта Уильямс |
| Джуди Марте   | Оз              |
| Паола Мендоса | Мэрисоль Пэган  |
| Доминик Колон | Чиви            |
| Флако Наваха  | Джимми Ортис    |
| Одиперо Одуйе | Одиперо         |

## Награды и номинации
- 2004 — номинация на премию «Gotham Awards» в категории «Breakthrough Director Award» (Лори Сильвербуш, Майкл Скольник).
- 2005 — премия «Jury Special Prize» и номинация на «Grand Special Prize» Deauville Film Festival (Лори Сильвербуш, Майкл Скольник).
- 2005 — 2 номинации на премию «Независимый дух» в категориях «Лучшая женская роль» (Джуди Марте) и «Приз Джона Кассаветиса» (Лори Сильвербуш, Майкл Скольник).
- 2005 — премия «Grand Jury Prize» Slamdance Film Festival (Лори Сильвербуш, Майкл Скольник).

## Отзывы
Фильм получил положительные отзывы кинокритиков. На сайте Rotten Tomatoes у фильма 94 % положительных рецензий из 31. На Metacritic — 66 баллов из 100 на основе 14 рецензий.